# 権現山 (北九州市)
権現山（ごんげんやま）は、福岡県北九州市にある山。同一名称の山が八幡西区と小倉南区吉田に存在する。

## 八幡西区の権現山

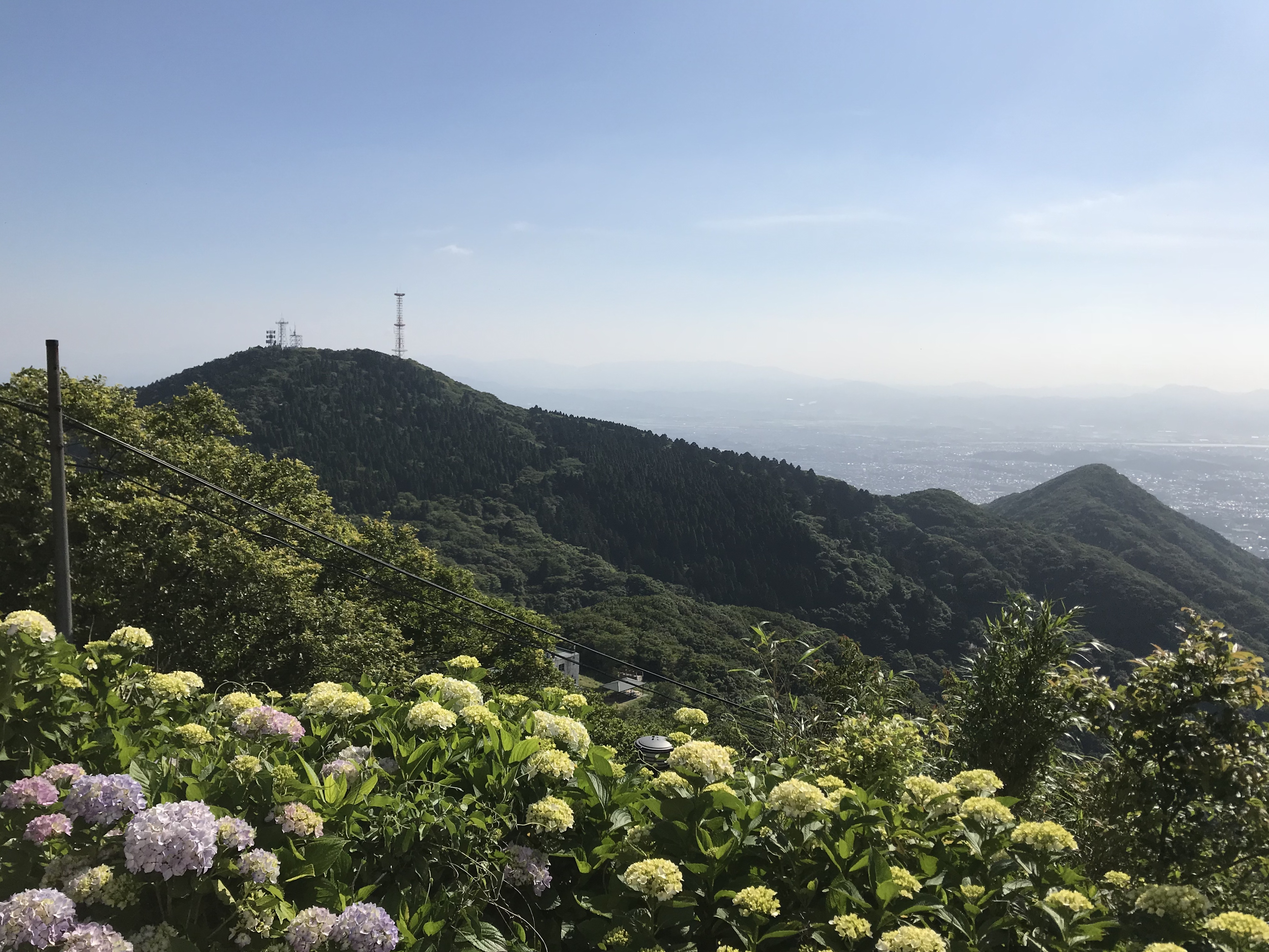
皿倉山の山頂から望む八幡西区の権現山

標高617.2m。皿倉山などと同じ帆柱山系に属する。山頂には業務用の無線局が置かれている。
- 昭和40年前後に日本電信電話公社（後のNTT）の無線中継所および船舶無線中継所が設置されたのを皮切りに、警察庁と日本国有鉄道の無線中継所が設置された。
- 昭和57年2月、福岡県防災行政無線の中継所が運用を開始した[1]。
- 昭和50年代後半、MCA無線システムを運用する一般財団法人移動無線センター（MRC）がサービス開始。局舎施設は警察庁のものを引き継いで使用した。
- 一般財団法人日本移動通信システム協会の中継所も設置されたが、同組織の解散に伴い 2014年3月のサービス終了に伴いに廃局、撤去された[2]。
- 日本国有鉄道の中継所は日本テレコムに引き継がれ、2019年に撤去された。

## 小倉南区の権現山
標高170m。こちらは足立山など企救半島の山地である。後述のテレビ放送中継局がある。
山頂に、祠があり権現様が祀られている。

### 北九州吉田テレビジョン中継放送局

#### 概要
皿倉山からの電波が届きにくい小倉南区東部の周防灘沿岸部から門司区南東部をカバーするため、1970年代前半、小倉南区の権現山に設けられた。皿倉山の山陰となる小倉南区の蒲生などでもこちらにアンテナを向けている世帯がある。
なお、呼野中継局と異なり、TVQ九州放送はデジタル新局で開局することになった。局名もNHKが「北九州吉田」であるのに対し、民放は単に「吉田」である。

#### 開局年月日（民放）
- KBCのみ1972年（昭和47年）12月21日で、他局は翌22日。
- デジタルは、全局2008年（平成20年）7月1日。

#### 送信設備

##### 地上デジタルテレビジョン放送
| リモコンキーID | 放送局名        | 呼出名称        | 物理チャンネル | 空中線電力 | ERP  | 放送対象地域 | 放送区域内世帯数 | 本放送開始日 |
| -------------- | --------------- | --------------- | -------------- | ---------- | ---- | ------------ | ---------------- | ------------ |
| 1              | KBC九州朝日放送 | KBC吉田DTV      | 22             | 1W         | 4.3W | 福岡県       | 42,036世帯       | 2008年7月1日 |
| 2              | NHK北九州教育   | NHK北九州吉田DE | 34             | 1W         | 4.1W | 全国         | 42,036世帯       | 2008年7月1日 |
| 3              | NHK北九州総合   | NHK北九州吉田DG | 48             | 1W         | 3.9W | 福岡県東部   | 42,036世帯       | 2008年7月1日 |
| 4              | RKB毎日放送     | RKB吉田DTV      | 14             | 1W         | 4.3W | 福岡県       | 42,036世帯       | 2008年7月1日 |
| 5              | FBS福岡放送     | FBS吉田DTV      | 15             | 1W         | 4.3W | 福岡県       | 42,036世帯       | 2008年7月1日 |
| 7              | TVQ九州放送     | TVQ吉田DTV      | 17             | 1W         | 4.3W | 福岡県       | 42,036世帯       | 2008年7月1日 |
| 8              | TNCテレビ西日本 | TNC吉田DTV      | 25             | 1W         | 4.3W | 福岡県       | 42,036世帯       | 2008年7月1日 |

##### 地上アナログテレビジョン放送
| チャンネル | 放送局名        | 空中線電力       | ERP             | 放送対象地域 | 放送区域内世帯数 | 開局日 |
| ---------- | --------------- | ---------------- | --------------- | ------------ | ---------------- | ------ |
| 43         | FBS福岡放送     | 映像10W 音声2.5W | 映像40W 音声10W | 福岡県       | 不明             | -      |
| 46         | NHK北九州教育   | 映像10W 音声2.5W | 映像40W 音声10W | 全国         | 不明             | -      |
| 49         | NHK北九州総合   | 映像10W 音声2.5W | 映像40W 音声10W | 福岡県東部   | 不明             | -      |
| 54         | TNCテレビ西日本 | 映像10W 音声2.5W | 映像40W 音声10W | 福岡県       | 不明             | -      |
| 57         | KBC九州朝日放送 | 映像10W 音声2.5W | 映像40W 音声10W | 福岡県       | 不明             | -      |
| 60         | RKB毎日放送     | 映像10W 音声2.5W | 映像40W 音声10W | 福岡県       | 不明             | -      |

#### 備考
- 主な受信地域：福岡県北九州市門司区及び小倉南区の各一部
- 地上デジタルテレビジョン放送は、2008年（平成20年）6月2日から6月30日まで試験放送実施、7月1日に本放送開始。
- 地デジチャンネルパターンが独自となっているのは、北九州基幹局との混信障害を避けるためである。
- TVQ九州放送はアナログ局未開局だったが、地上デジタル放送では開局するため、当然デジタル新局である。
- 地上アナログテレビジョン放送は、2011年（平成23年）7月24日24時までに停波し、全局で放送が終了した。